# ペドロ・デ・アルカンタラ・デ・オルレアンス・エ・ブラガンサ
ペドロ・デ・アルカンタラ・デ・オルレアンス・エ・ブラガンサ（ポルトガル語: Pedro de Alcântara de Orléans e Bragança、1875年10月15日 - 1940年1月29日）は、ブラジル帝国の皇族。グラン＝パラ公。

## 生涯
ブラジル皇女イザベルとその夫であるウー伯ガスタンの長男として、ペトロポリスで生まれた。
1908年、ボヘミア貴族の娘アルジュベータ・ドブジェンスカーとの結婚を、彼女が王族の出でない理由で母イザベルから認められなかった。そのため、2人の結婚は貴賤結婚とされ、ブラジル皇位の推定相続人は次弟のルイス・マリアとなった。同年11月14日、ヴェルサイユで結婚。2男3女を儲けた。
- イザベル（1911–2003） - オルレアン家家長のパリ伯アンリと結婚
- ペドロ・ガスタン（1913–2007）
- マリア・フランシスカ（英語版）（1914–1968） - ポルトガル王位請求者のブラガンサ公ドゥアルテ・ヌノと結婚
- ジョアン・マリア（英語版）（1916–2005）
- テレザ・テオドラ（ポルトガル語版）（1919–2011） - エルネスト・アントニオ・マリア・マルトレル・イ・カルデロと結婚

晩年はブラジルに帰国し、ペトロポリスのグラン＝パラ宮殿で暮らした。死の数年前にはブラジルの新聞に、「私の辞退は多くの理由のため正式なものでなかった。加えて、それは皇位継承辞退ではなかった」と語った。
1940年に64歳で死去。死後、長男のペドロ・ガスタンがブラジル皇位継承権を主張するようになった。

## 外部リンク

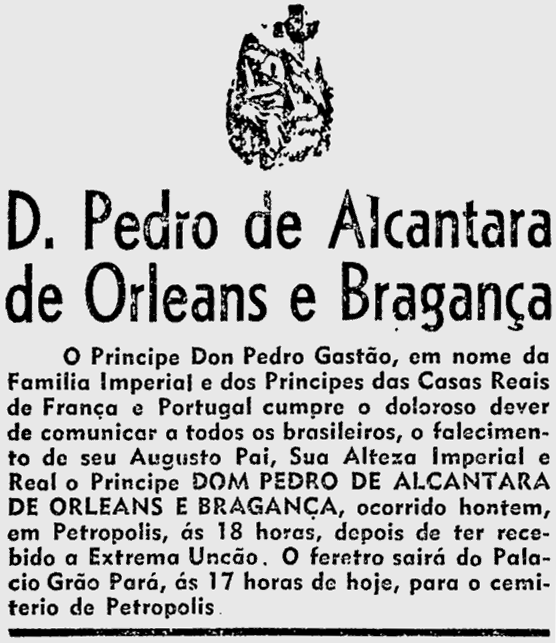
ペドロ・デ・アルカンタラの死亡記事

## 参照
1. ↑  Bodstein, Astrid (2006). “The Imperial Family of Brazil”. Royalty Digest Quarterly (3) 2007年12月28日閲覧。.